# Grüne Heide (Elbe-Elster)

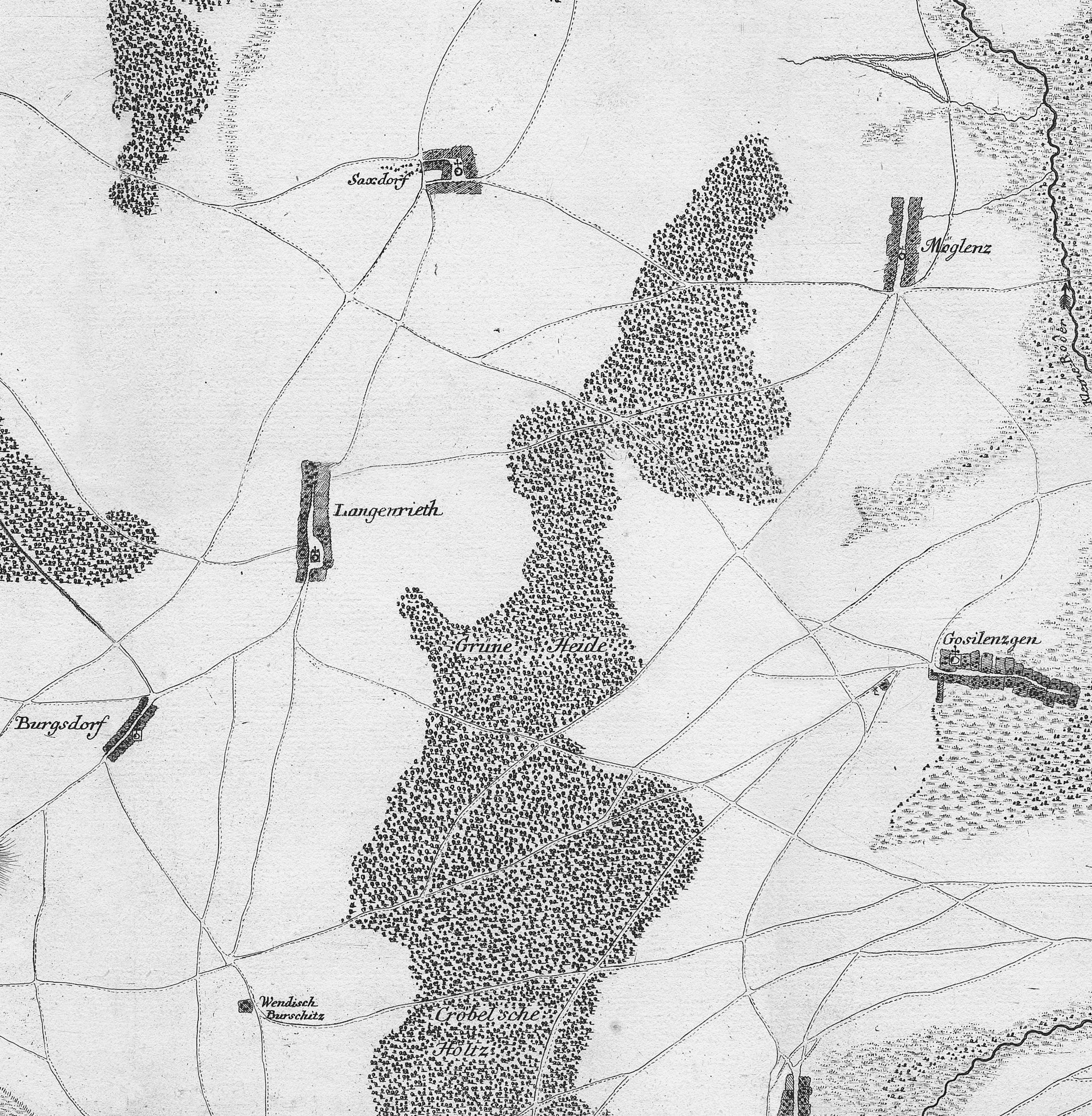
Grüne Heide

Die Grüne Heide ist ein im Elbe-Elster-Gebiet gelegenes Waldgebiet, das seit jeher hauptsächlich forstwirtschaftlich und für Jagdzwecke benutzt wird.
Sie befindet sich in der Elbe-Elster-Niederung. Das etwa 600 Hektar umfassende Gebiet gehört in der Gegenwart größtenteils zum Stadtgebiet der südbrandenburgischen Kurstadt Bad Liebenwerda, wo es sich zwischen den Gemarkungen der städtischen Ortsteile Möglenz, Kosilenzien, Neuburxdorf, Burxdorf und Langenrieth sowie Saxdorf, Ortsteil der Stadt Uebigau-Wahrenbrück, erstreckt.

## Geschichte

### Historische Entwicklung
Eine erste urkundliche Erwähnung erfuhr die Grüne Heide im Jahre 1282 als Gnmeheyde. Ursprünglich gehörte das Waldgebiet größtenteils dem Mühlberger Kloster Marienstern (früher auch Güldenstern genannt), dem bei seiner Auflösung im Jahre 1540 in der Umgebung außerdem noch eine ganze Reihe weiterer Ländereien, Rechte und Dörfer gehörten, welche ihm Einnahmen brachten. So auch die an der Heide gelegenen Dörfer Saxdorf und Kauxdorf sowie ein Teil des Dorfes Möglenz.
Die Idee einer touristischen Erschließung des Gebietes, das in der Gegenwart von der zur Oberförsterei Elsterwerda gehörenden Försterei Möglenz betreut wird, entstand 2016/2017 während des Projektes Orte in der Verantwortung, in welchem sich die sechs Dörfer Möglenz, Kosilenzien, Neuburxdorf, Burxdorf, Langenrieth und Saxdorf zusammenschlossen, um Visionen und Zielstellungen zur zukünftigen dörflichen Entwicklung der Region zu erstellen. Ziel ist es hier den sanften naturnahen Tourismus zu etablieren. Noch auszuzeichnende mit Schautafeln versehene Wanderpfade sollen künftig sternförmig zum Kerngebiet der Grünen Heide verlaufen und so auf die natürlichen und historischen Besonderheiten der Region informieren.

## Kultur und Sehenswürdigkeiten

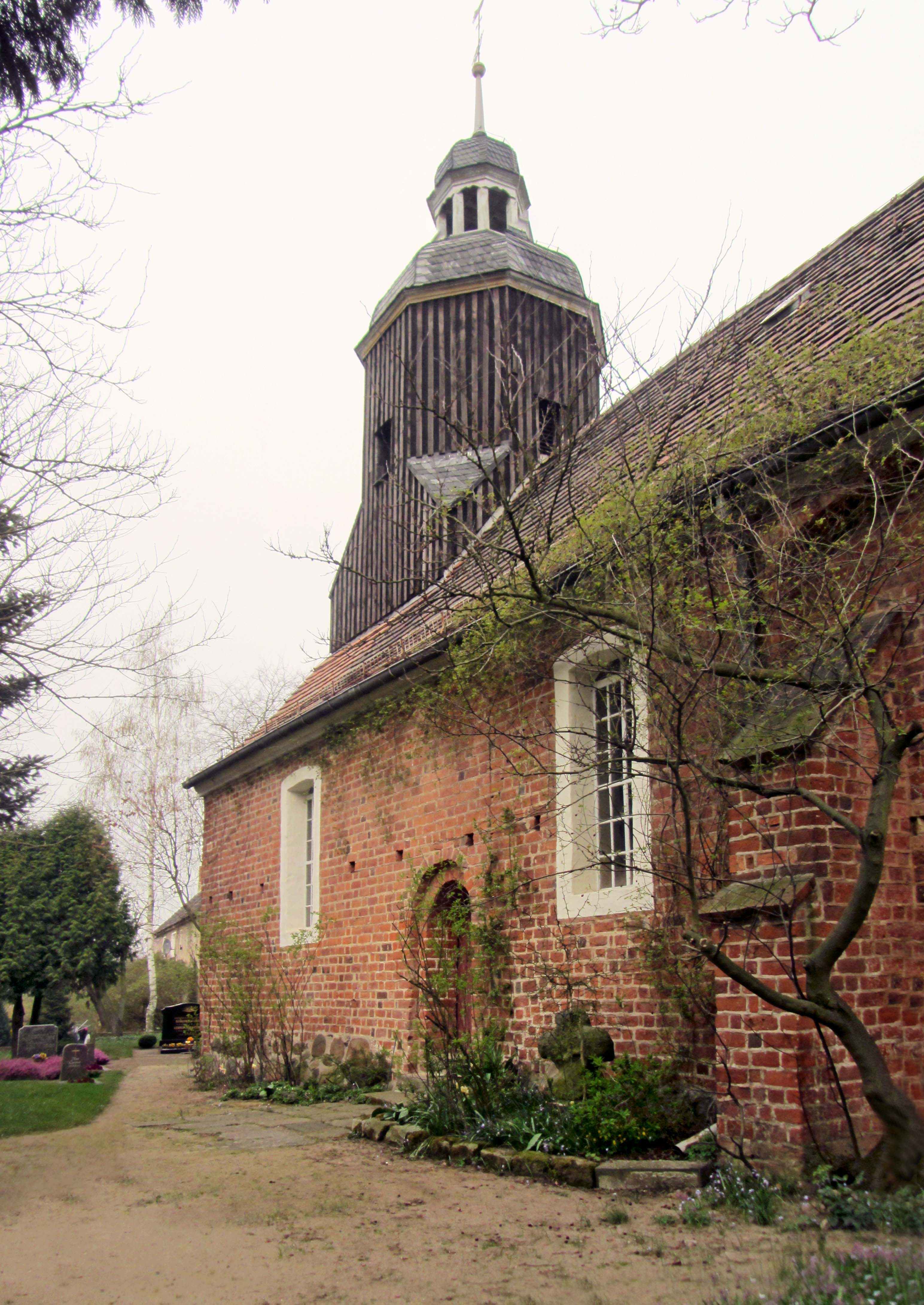
Dorfkirche Saxdorf
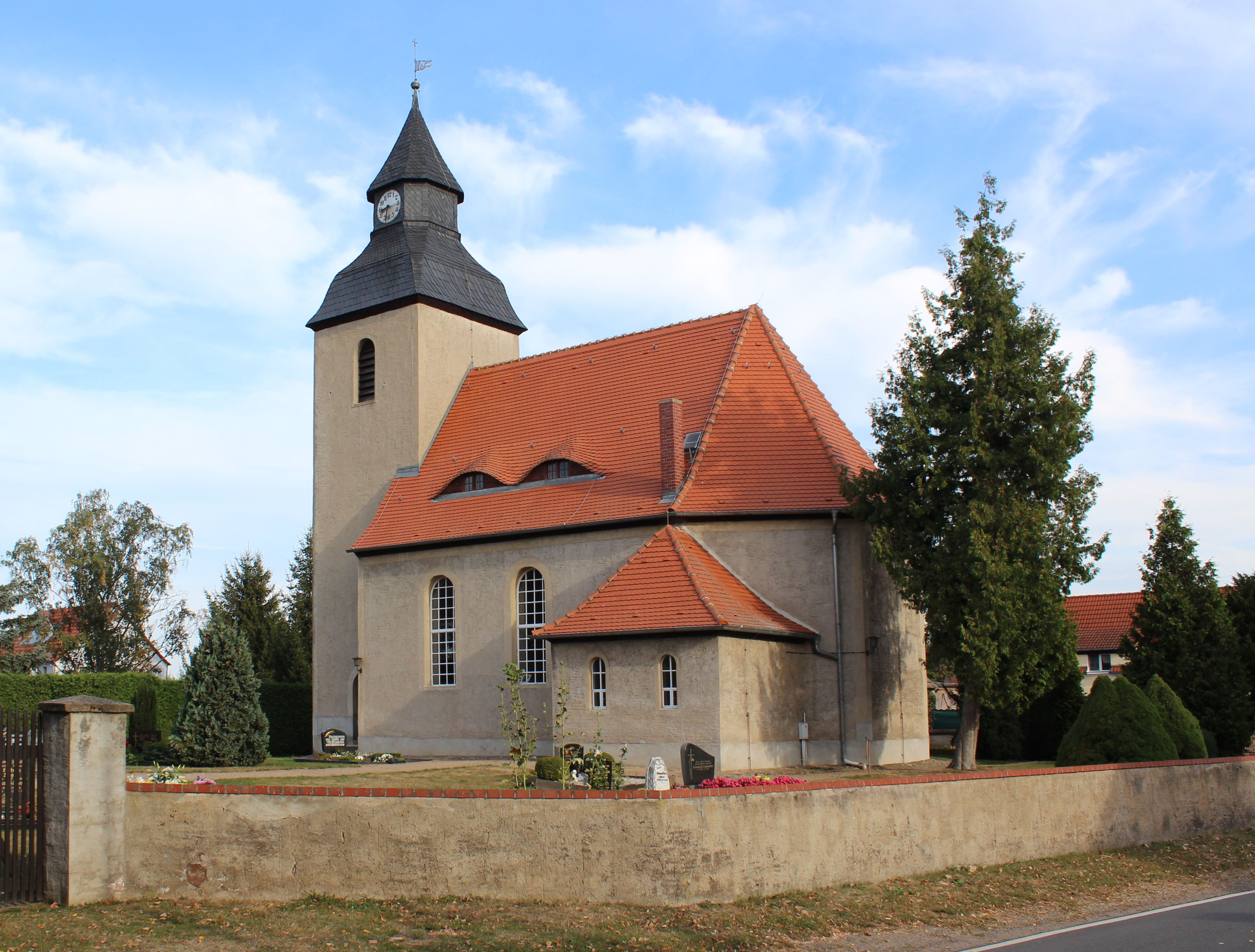
Dorfkirche Langenrieth
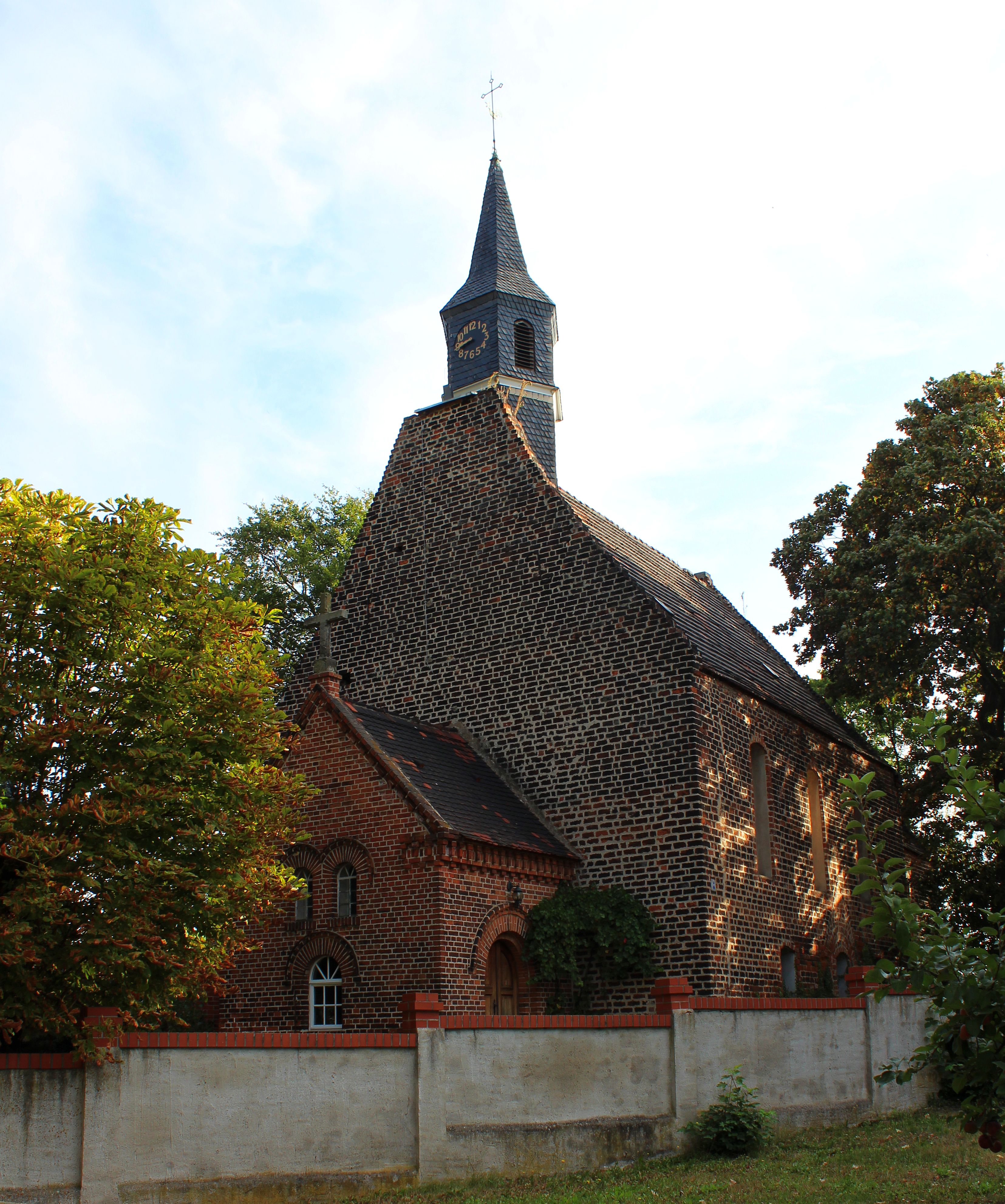
Dorfkirche Burxdorf
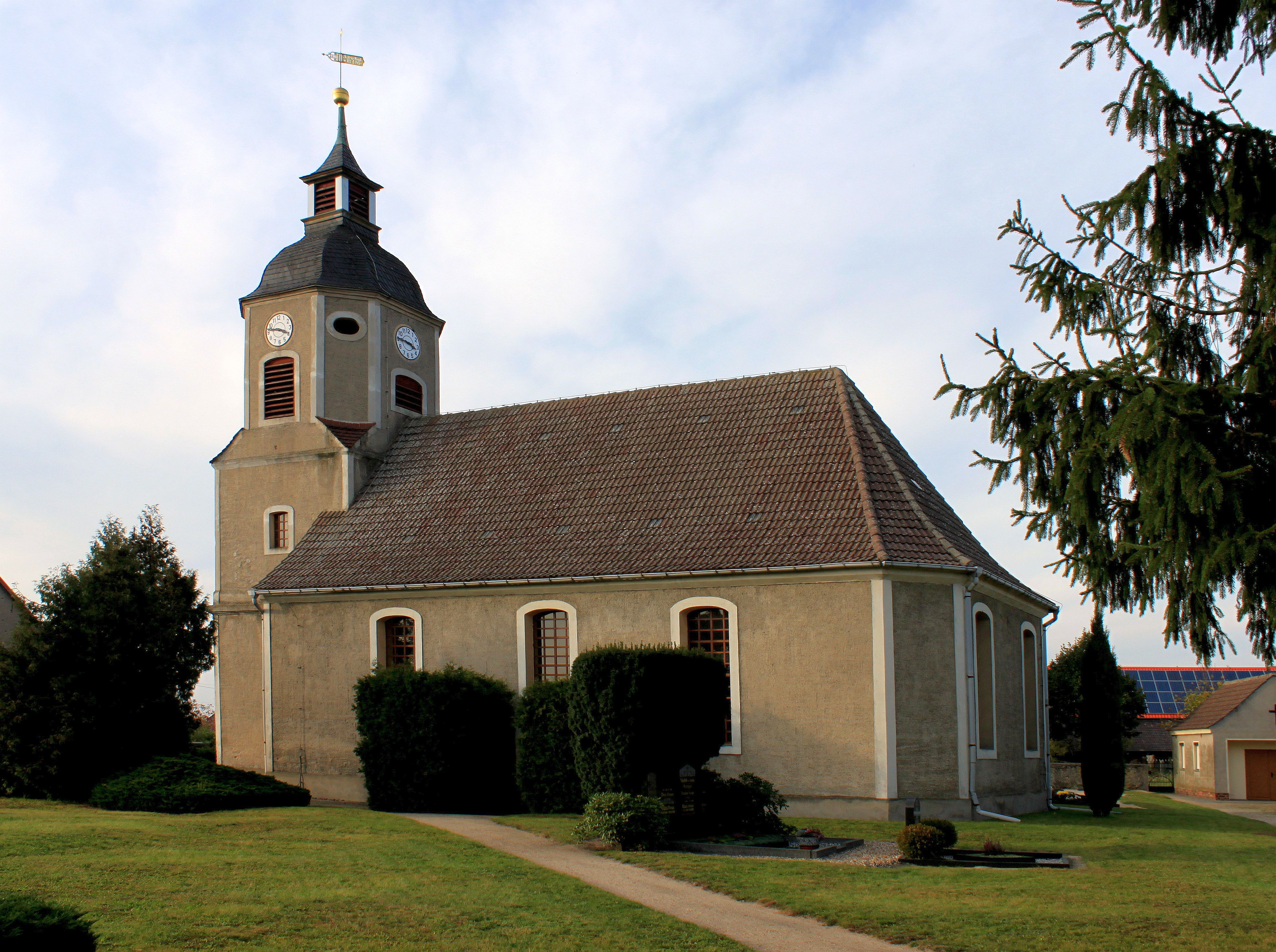
Dorfkirche Kosilenzien
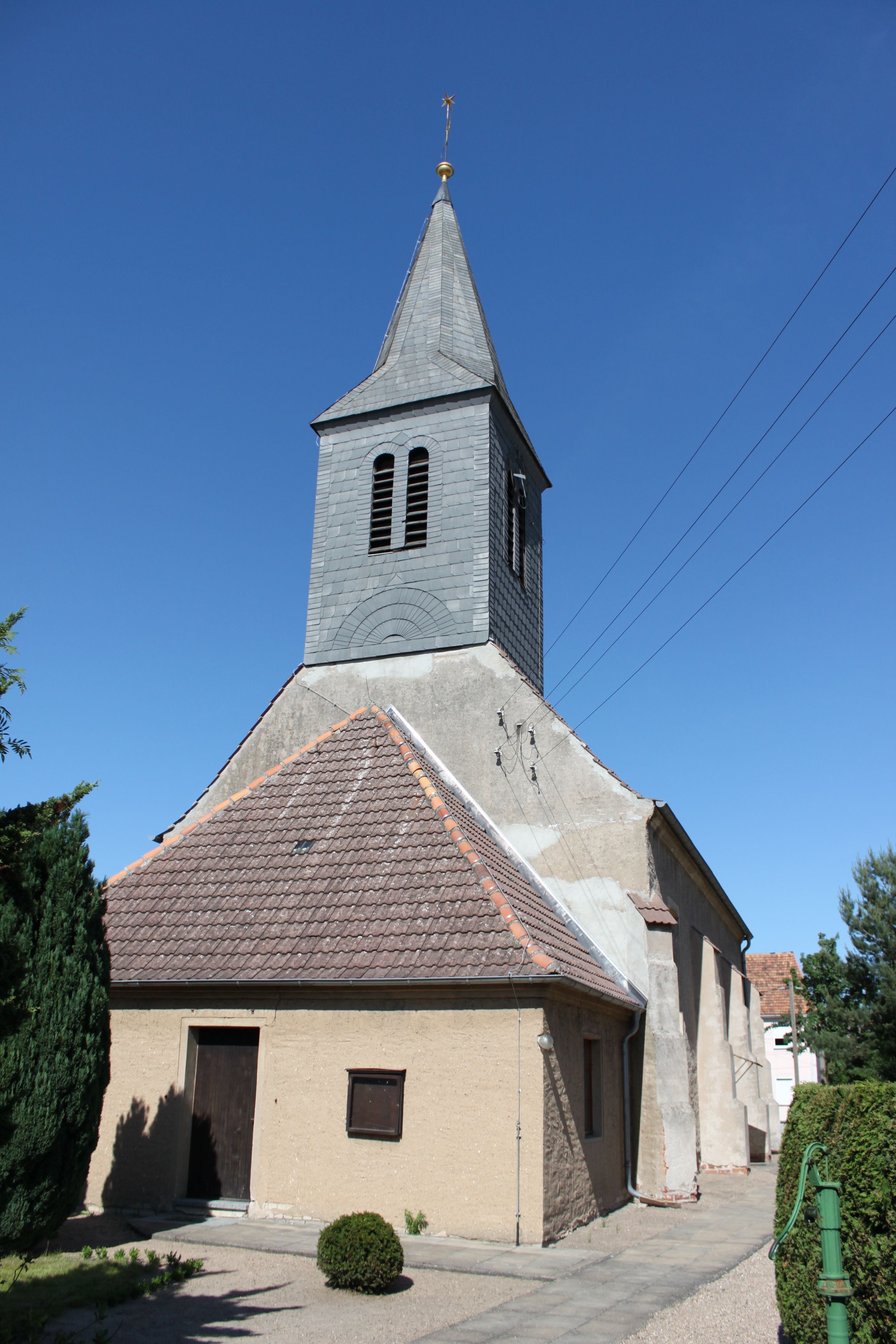
Dorfkirche Möglenz

### Bauwerke
In den der Grünen Heide anliegenden Dörfern sind einige historische Kirchengebäude zu finden, die in der Gegenwart allesamt unter Denkmalschutz stehen. Die ältesten erhaltenen Dorfkirchen befinden sich in Saxdorf und Burxdorf. Die Dorfkirche in Saxdorf wurde im 13. Jahrhundert errichtet. Sie ist seit Jahrzehnten Mittelpunkt vieler kultureller Veranstaltungen. Der vom Künstler Hanspeter Bethke gestaltete Saxdorfer Pfarrgarten wurde von den Zuschauern des Rundfunk Berlin-Brandenburg (RBB) im Jahr 2013 zu einem der schönsten Gärten der Region Berlin-Brandenburg gewählt.
Ebenfalls aus dem 13. Jahrhundert stammt die Dorfkirche Burxdorf. Der frühgotische Saalbau mit eingezogenem Rechteckchor ist im Ortszentrum mit einem sie umgebenden Friedhof am Dorfanger zu finden.
Die Dorfkirche Kosilenzien ist inzwischen die dritte Kirche im Ort. Sie ist im Ortszentrum mit einem sie umgebenden Friedhof zu finden. Der erste Vorgängerbau aus dem Jahre 1597 fiel 1812 einem Brand zum Opfer. Der anschließende 1816 errichtete Nachfolgebau stürzte noch unvollendet ein. Das noch in der Gegenwart vorhanden Kirchenbauwerk ist ein verputzter Saalbau mit abgeschrägten Ecken an der Ostseite. Im Westen schließt sich ein quadratischer ins Oktogonale übergehender Kirchturm an.
Der Vorgängerbau der Dorfkirche in Möglenz fiel im Jahre 1817 ebenfalls einem verheerenden Dorfbrand zum Opfer. Bei dem heute bestehenden Bauwerk handelt es sich um einen aus den Jahren 1819/20 stammenden verputzten spätgotischen Saalbau aus Backstein mit dreiseitigem Ostschluss.
Die jüngste Kirche des Gebietes ist die Dorfkirche in Langenrieth. Sie ist im Ortszentrum von Langenrieth mit einem sie umgebenen Friedhof zu finden und stammt aus dem Jahre 1913. Ihre großteils aus dem Vorgängerbau stammende Ausstattung befindet sich heute unter Denkmalschutz.

### Gedenkstätten Neuburxdorf

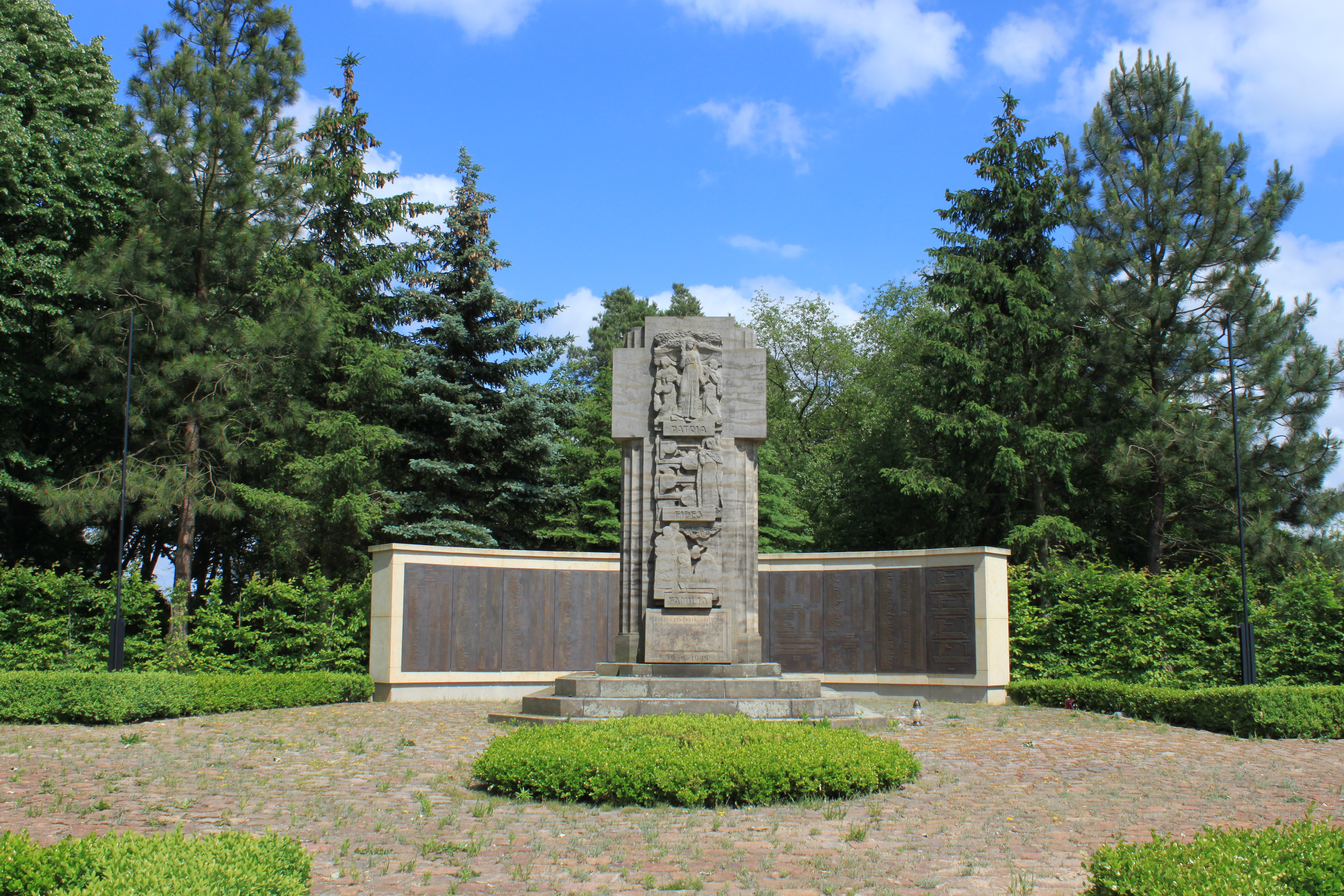
Hauptmonument auf dem Soldatenfriedhof Neuburxdorf
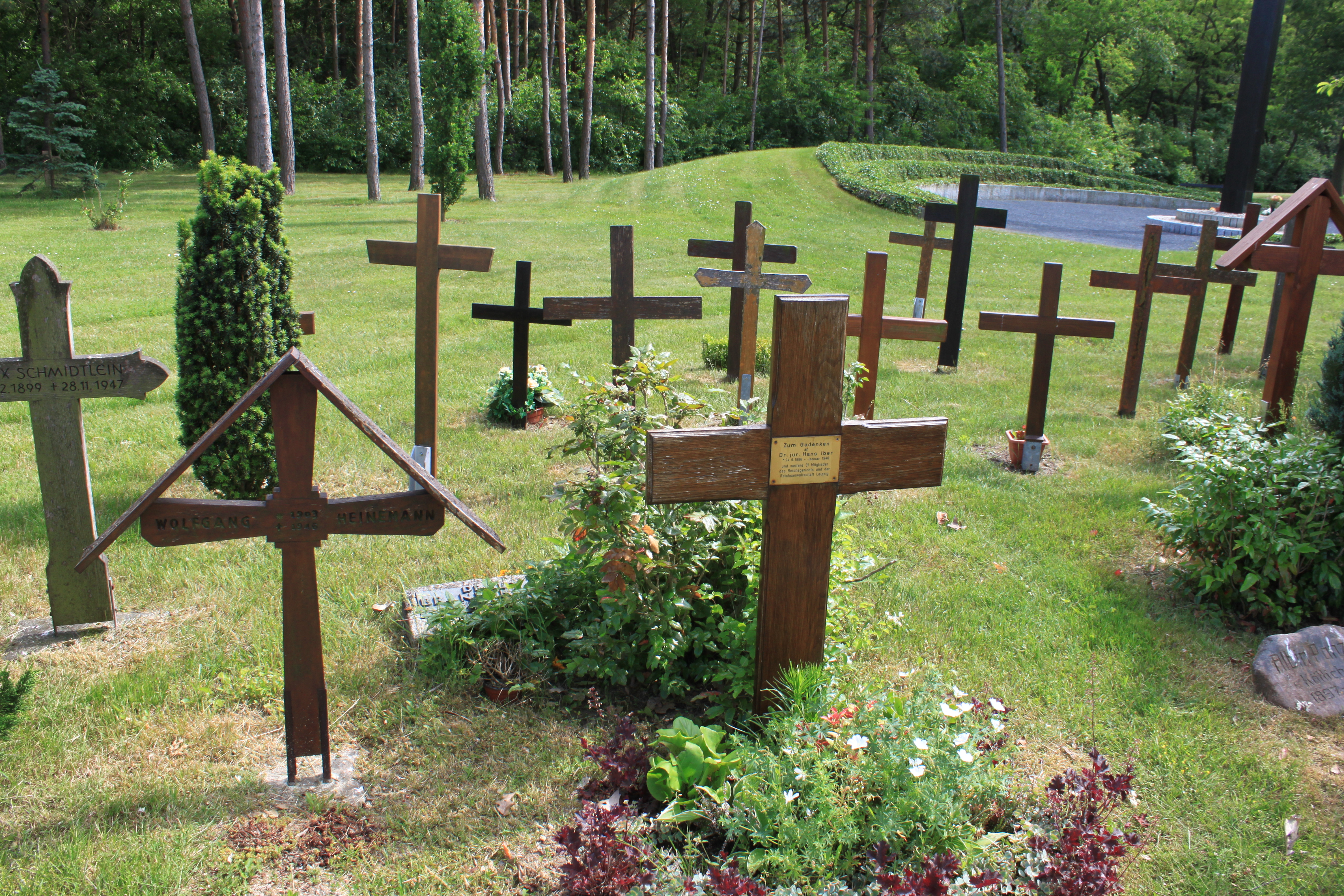
Grabkreuze auf dem Gelände von Stalag IV B
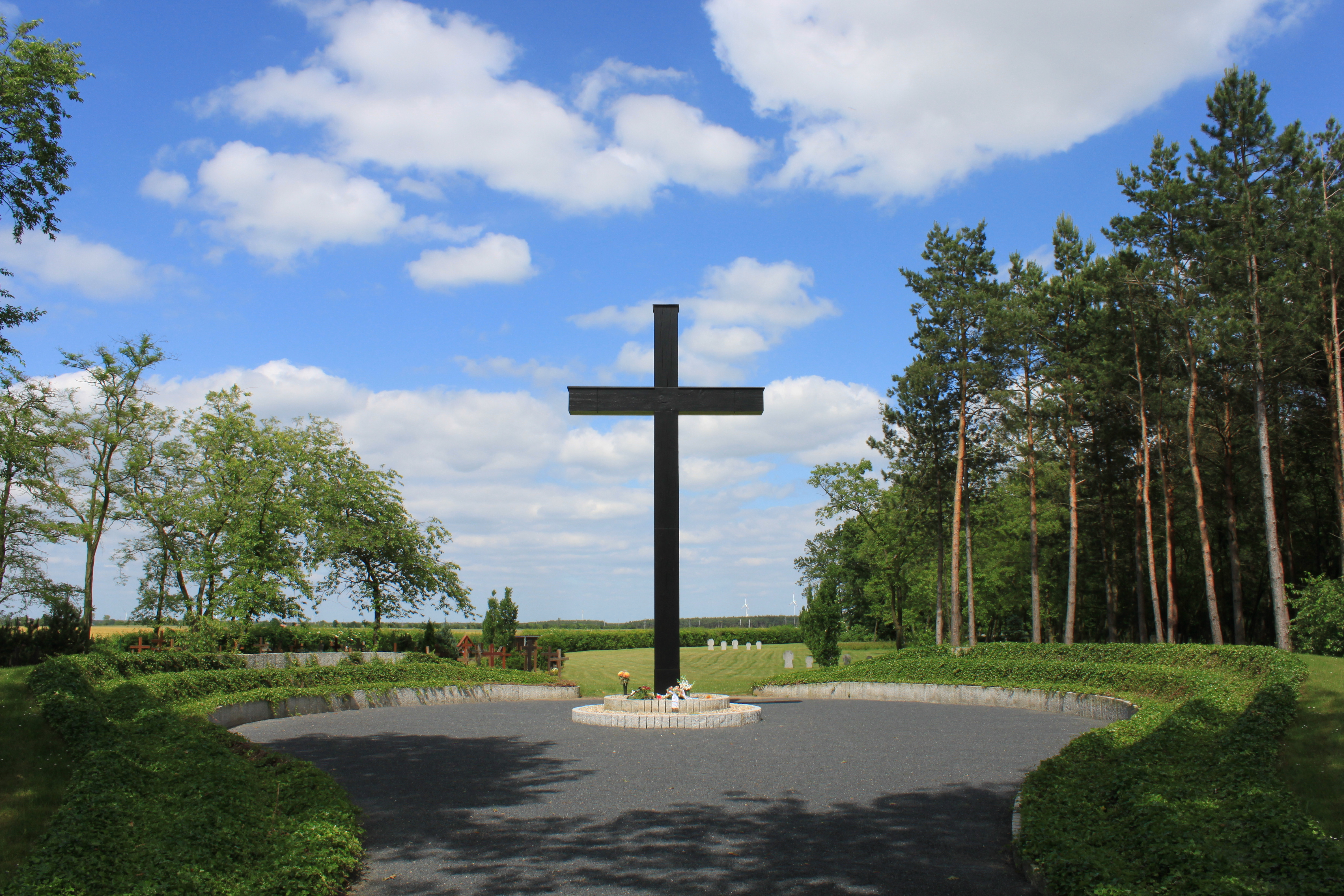
Mahnmal auf dem Gelände von Stalag IV B

In Neuburxdorf befinden sich einige Gedenkstätten. Auf der Gemarkung des Ortes im Süden der Grünen Heide entstand nach der Machtergreifung des Nationalsozialismus im Zweiten Weltkrieg 1939 das Kriegsgefangenenlager Stammlager IV B (Stalag IV B) der Wehrmacht. In diesem 30 Hektar großen Lager konnten bis zu 16000 Mann gleichzeitig festgehalten werden. Etwa 3000 Kriegsgefangene aus aller Welt ließen im Neuburxdorfer Kriegsgefangenenlager bis zum Kriegsende ihr Leben.
Stalag IV B wurde bei Ende des Krieges von der Roten Armee übernommen. Das Lager nannte sich ab September 1945 Speziallager Nr. 1 Mühlberg. Zunächst wurden nach der Auflösung von Stalag IV B auf dem Gelände ehemalige Ostarbeiter, kriegsgefangene Rotarmisten und Angehöriger der Wlassowarmee festgehalten. Später folgten Menschen, denen man eine Mitgliedschaft in der NSDAP, eine Funktionsträgerschaft im nationalsozialistischen Deutschland, Spionage oder sonstige Gefährdung für das Besatzungsregime vorwarf. Von den etwa 22.000 Personen die das Lager bis 1948 durchliefen, überlebten etwa 7.000 die Gefangenschaft nicht. Die Toten wurden in Massengräbern verscharrt.
Auf dem ehemaligen Lagergelände, welches zu DDR-Zeiten zum Teil wieder aufgeforstet wurde, befindet sich heute eine Gedenkstätte. Eine weitere Gedenkstätte im Ort ist der Soldatenfriedhof Neuburxdorf, wo etwa 600 Kriegsgefangene begraben wurden.